# Ophiodromus minutus
Ophiodromus minutus är en ringmaskart som först beskrevs av Hartmann-Schröder 1959.  Ophiodromus minutus ingår i släktet Ophiodromus och familjen Hesionidae. Inga underarter finns listade i Catalogue of Life.